# Songkan
Songkan (kinesiska: 松坎, 松坎镇) är en köpinghuvudort i Kina. Den ligger i provinsen Guizhou, i den sydvästra delen av landet, omkring 210 kilometer norr om provinshuvudstaden Guiyang. Antalet invånare är 15 745. Befolkningen består av 7 475 kvinnor och 8 270 män. Barn under 15 år utgör 20,0 %, vuxna 15-64 år 67 %, och äldre över 65 år 11,0 %.